# Pratt & Whitney R-1830 Twin Wasp
El Pratt & Whitney R-1830 Twin Wasp (en inglés: "Doble Avispa") fue un motor aeronáutico ampliamente utilizado en aeronaves estadounidenses en los años 1930 y 1940. Producido por Pratt & Whitney, se trata de un diseño radial de dos estrellas, 14 cilindros, refrigerado por aire. Su desplazamiento es de 30 l y su diámetro y carrera es de 140 y 140 mm, respectivamente. Fueron fabricados un total de 173.618 motores R-1830, una marca que lo convierte en el motor de aeronave más producido de la historia. También fue producida una versión ampliada de potencia ligeramente mayor denominada R-2000.

## Variantes
- R-1830-1 - 800 HP (597 kW)

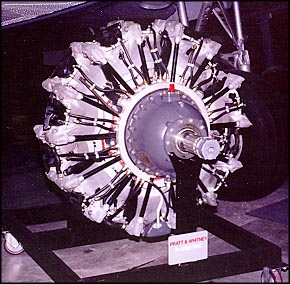
Pratt and Whitney R-1830-90C.

- R-1830-9 - 850 HP (634 kW), 950 HP (708 kW)
- R-1830-11 - 800 HP (597 kW)
- R-1830-13 - 600 HP (447 kW), 900 HP (671 kW), 950 HP (708 kW), 1050 HP (783 kW)
- R-1830-17 - 1200 HP (895 kW)
- R-1830-21 - 1200 HP (895 kW)
- R-1830-25 - 1.100 HP (820 kW)
- R-1830-33 - 1200 HP (895 kW)
- R-1830-35 - 1200 HP (895 kW), equipado con sobrealimentador doble GE B-2
- R-1830-41 - 1200 HP (895 kW), equipado con sobrealimentador doble GE B-2
- R-1830-43 - 1200 HP (895 kW)
- R-1830-45 - 1050 HP (783 kW)
- R-1830-49 - 1200 HP (895 kW)
- R-1830-49 - 1200 HP (895 kW)
- R-1830-64 - 850 HP (634 kW), 900 HP (671 kW)
- R-1830-65 - 1200 HP (895 kW)
- R-1830-66 - 1000 HP (746 kW), 1050 HP (783 kW), 1200 HP (895 kW)
- R-1830-72 - 1050 HP (783 kW)
- R-1830-82 - 1200 HP (895 kW)
- R-1830-86 - 1200 HP (895 kW)
- R-1830-88 - 1200 HP (895 kW)
- R-1830-90 - 1200 HP (895 kW)
- R-1830-90-B - 1200 HP (895 kW)
- R-1830-92 - 1200 HP (895 kW)
- R-1830-94 - 1350 HP (1,007 kW)
- R-1830-S1C3-G - 1050 HP (783 kW), 1200 HP (895 kW)
- R-1830-S3C4 - 1200 HP (895 kW)
- R-1830-S3C4-G - 1200 HP (895 kW)
- R-1830-S6C3-G - 1.100 HP (820 kW)
- R-1830-SC-G - 900 HP (671 kW)
- R-1830-SC2-G - 900 HP (671 kW), 1050 HP (783 kW)
- R-1830-SGC-3 - 1650 HP (1.224 kW), modelo sueco fabricado bajo licencia por la compañía SFA para el VL Myrsky II finlandés.

## Aplicaciones
- Bristol Beaufort
- Bloch MB.176
- CAC Boomerang
- CAC Woomera
- Burnelli CBY-3
- Consolidated B-24 Liberator
- Consolidated PBY Catalina
- Consolidated PB2Y Coronado
- Consolidated PB4Y Privateer
- Curtiss P-36 Hawk
- Douglas C-47 Skytrain
- Douglas DB-7 (sólo las primeras versiones)
- Douglas TBD Devastator
- FFVS J 22
- Grumman F4F Wildcat
- I.Ae. 24 Calquín
- Lioré et Olivier LeO 453
- Martin Maryland
- Republic P-43 Lancer
- Saab 17
- Saab 18
- Short Sunderland MK V
- Seversky P-35
- VL Myrsky
- Vultee P-66 Vanguard

### Desarrollos relacionados
- Serie Wasp de Pratt & Whitney
  - Pratt & Whitney R-985 Wasp Junior
  - Pratt & Whitney R-1340 Wasp
  - Pratt & Whitney R-1535 Twin Wasp Junior
  - Pratt & Whitney R-2000 Twin Wasp
  - Pratt & Whitney R-2800 Double Wasp
  - Pratt & Whitney R-4360 Wasp Major

### Motores similares
- BMW 801
- Wright R-1820
- Gnome-Rhône 14N
- Fiat A.74
- Mitsubishi Kinsei
- Nakajima Sakae
- Bristol Hercules
- Shvetsov ASh-82